# Sileno di Calatte
Sileno (Calatte, metà III secolo a.C. – dopo il 202 a.C.) è stato uno storico greco antico.

## Biografia e opere
Oriundo di Calatte, delle opere di Sileno non restano che 9 frammenti.
Era soprattutto noto nell'antichità per aver scritto una storia fortemente retorica della guerra annibalica, seguendo il condottiero cartaginese insieme al collega storiografo Sosilo, anche se Cicerone afferma diligentissime res Hannibalis persecutus est. Sempre nello stesso passo Cicerone, parafrasando un passo di Sileno, evidenzia come questa storia fosse fortemente influenzata dall'aspetto "drammatico":
(Trad. A. D'Andria)
Non è chiaro, però, se la sua trattazione avesse o meno un’impostazione marcatamente propagandistica. Di certo Sileno non si limitava a riferire contenuti di carattere politico-militare, ma, come evidente anche dal frammento riportato, dava peso anche a sogni e mirabilia. L'opera su Annibale fu utilizzata, tra gli altri, da Celio Antipatro e da Livio per la sua seconda deca, poiché si trattava, secondo alcuni studiosi, di «un resoconto storico neutrale (vedi F 2; ma anche a F6). Ciò è comprensibile se aveva scritto solo quando il fallimento di Annibale era chiaro (F 2)». 
Secondo la maggior parte degli studiosi, invece, si trattava di un'opera spiccatamente propagandistica, come sarebbe possibile rilevare da una circostanziata allusione di Polibio:
(trad. A. D'Andria)
Sappiamo, inoltre, da Ateneo, di una Storia della Sicilia in almeno 3 libri, in cui, tra l'altro, si occupava di culti anche dal punto di vista mitografico: secondo alcuni, anzi, avrebbe potuto benissimo essere un'opera paradossografica di tipo periegetico che trattava delle meraviglie della Sicilia piuttosto che una storia su larga scala dell'Occidente .